# 東方伸友
東方 伸友（とうぼう しんすけ、1995年9月17日 - ）は、島根県浜田市出身の元プロ野球選手（投手）。右投右打。プロでは育成選手であった。苗字の「東方」は、「とうほう」ではなく「とうぼう」が正しい。

## 経歴

### プロ入り前
小学3年から野球を始め、三隅中時代は三隅少年野球クラブに所属していた。浜田商時代は、1年からベンチ入り。2年時に頭角を現し、秋大会からエースとして登板した。3年夏の県大会はベスト8で敗退するも4試合すべてで完投し、32イニングで36奪三振の力投を見せた。
2013年10月24日、プロ野球ドラフト会議で福岡ソフトバンクホークスから育成2位指名を受けた。

### プロ入り後
2014年は、二軍戦での登板は無かったが、三軍戦では、10試合に登板し、15回を投げ、1勝1敗、防御率4.20の成績だった。同年9月25日に右肘のトミー・ジョン手術と尺骨神経移行手術を受けた。
2015年、2016年ともに、前述の怪我の影響から、二軍戦・三軍戦においても登板機会が無く、2016年10月31日、育成選手契約の規約に基づき、自由契約公示された。同年12月2日、翌シーズンの育成選手契約締結が発表された。
2017年も怪我の影響から、三軍戦において僅か4試合の登板にとどまる。三度の右肘手術を受けるなど故障に泣かされ続け、肘が真っすぐに伸びない状態になる。10月3日に球団から戦力外通告を受けた。10月31日、自由契約公示された。

### 現役引退後
自由契約後はソフトバンクの球団職員として働いている。

## 選手としての特徴・人物
191cmの長身スリークォーターから投げ下ろされる最速149km/hのストレート。横滑りするスライダーが武器。
目標の選手はダルビッシュ有。

## 詳細情報

### 年度別投手成績
- 一軍公式戦出場なし

### 背番号
- 139（2014年 - 2017年）